# Ecphylus costaricensis
Ecphylus costaricensis är en stekelart som beskrevs av Matthews 1969. Ecphylus costaricensis ingår i släktet Ecphylus och familjen bracksteklar. Inga underarter finns listade i Catalogue of Life.